# José Alfredo Caires de Nobrega
José Alfredo Caires de Nobrega SCI (* 12. April 1951 in Caniço) ist ein portugiesischer Ordensgeistlicher und römisch-katholischer Bischof von Mananjary.

## Leben
José Alfredo Caires de Nobrega trat der Ordensgemeinschaft der Dehonianer bei und empfing am 28. Dezember 1980 die Priesterweihe.
Papst Johannes Paul II. ernannte ihn am 30. Oktober 2000 zum Bischof von Mananjary. Der Erzbischof von Fianarantsoa, Philibert Randriambololona SJ, spendete ihm am 18. März des nächsten Jahres die Bischofsweihe; Mitkonsekratoren waren Charles-Remy Rakotonirina SJ, Bischof von Farafangana, und António de Sousa Braga SCI, Bischof von Angra.
Von Januar 2014 bis März 2018 war er zusätzlich Apostolischer Administrator des vakanten Bistums Farafangana.